# Llista d'asteroides/118401–118500
| Nom            | Designació provisional | Data de descobriment | Lloc de descobriment | Descobridor/s                    |
| -------------- | ---------------------- | -------------------- | -------------------- | -------------------------------- |
| 118401 LINEAR  | 1999 RE70              | 7 de setembre, 1999  | Socorro              | LINEAR                           |
| 118402 -       | 1999 RK78              | 7 de setembre, 1999  | Socorro              | LINEAR                           |
| 118403 -       | 1999 RY92              | 7 de setembre, 1999  | Socorro              | LINEAR                           |
| 118404 -       | 1999 RC93              | 7 de setembre, 1999  | Socorro              | LINEAR                           |
| 118405 -       | 1999 RM104             | 8 de setembre, 1999  | Socorro              | LINEAR                           |
| 118406 -       | 1999 RM168             | 9 de setembre, 1999  | Socorro              | LINEAR                           |
| 118407 -       | 1999 RA201             | 8 de setembre, 1999  | Socorro              | LINEAR                           |
| 118408 -       | 1999 RV220             | 5 de setembre, 1999  | Catalina             | CSS                              |
| 118409 -       | 1999 RB234             | 8 de setembre, 1999  | Catalina             | CSS                              |
| 118410 -       | 1999 RD239             | 8 de setembre, 1999  | Catalina             | CSS                              |
| 118411 -       | 1999 RV251             | 6 de setembre, 1999  | Catalina             | CSS                              |
| 118412 -       | 1999 RG253             | 8 de setembre, 1999  | Kitt Peak            | Spacewatch                       |
| 118413 -       | 1999 SP1               | 19 de setembre, 1999 | Ondřejov             | L. Šarounová                     |
| 118414 -       | 1999 SU10              | 30 de setembre, 1999 | Catalina             | CSS                              |
| 118415 -       | 1999 SV19              | 30 de setembre, 1999 | Socorro              | LINEAR                           |
| 118416 -       | 1999 TD9               | 7 d'octubre, 1999    | Višnjan Observatory  | K. Korlević, M. Jurić            |
| 118417 -       | 1999 TW12              | 10 d'octubre, 1999   | Fountain Hills       | C. W. Juels                      |
| 118418 Yangmei | 1999 TP18              | 14 d'octubre, 1999   | Xinglong             | BAO Schmidt CCD Asteroid Program |
| 118419 -       | 1999 TK53              | 6 d'octubre, 1999    | Kitt Peak            | Spacewatch                       |
| 118420 -       | 1999 TF59              | 7 d'octubre, 1999    | Kitt Peak            | Spacewatch                       |
| 118421 -       | 1999 TM65              | 8 d'octubre, 1999    | Kitt Peak            | Spacewatch                       |
| 118422 -       | 1999 TU71              | 9 d'octubre, 1999    | Kitt Peak            | Spacewatch                       |
| 118423 -       | 1999 TJ84              | 13 d'octubre, 1999   | Kitt Peak            | Spacewatch                       |
| 118424 -       | 1999 TL111             | 4 d'octubre, 1999    | Socorro              | LINEAR                           |
| 118425 -       | 1999 TG114             | 4 d'octubre, 1999    | Socorro              | LINEAR                           |
| 118426 -       | 1999 TX136             | 6 d'octubre, 1999    | Socorro              | LINEAR                           |
| 118427 -       | 1999 TM148             | 7 d'octubre, 1999    | Socorro              | LINEAR                           |
| 118428 -       | 1999 TG157             | 9 d'octubre, 1999    | Socorro              | LINEAR                           |
| 118429 -       | 1999 TE163             | 9 d'octubre, 1999    | Socorro              | LINEAR                           |
| 118430 -       | 1999 TZ171             | 10 d'octubre, 1999   | Socorro              | LINEAR                           |
| 118431 -       | 1999 TD187             | 12 d'octubre, 1999   | Socorro              | LINEAR                           |
| 118432 -       | 1999 TL214             | 15 d'octubre, 1999   | Socorro              | LINEAR                           |
| 118433 -       | 1999 TN235             | 3 d'octubre, 1999    | Catalina             | CSS                              |
| 118434 -       | 1999 TY250             | 5 d'octubre, 1999    | Socorro              | LINEAR                           |
| 118435 -       | 1999 TK273             | 5 d'octubre, 1999    | Socorro              | LINEAR                           |
| 118436 -       | 1999 TU275             | 6 d'octubre, 1999    | Socorro              | LINEAR                           |
| 118437 -       | 1999 TB285             | 9 d'octubre, 1999    | Socorro              | LINEAR                           |
| 118438 -       | 1999 UK17              | 29 d'octubre, 1999   | Kitt Peak            | Spacewatch                       |
| 118439 -       | 1999 UT20              | 31 d'octubre, 1999   | Kitt Peak            | Spacewatch                       |
| 118440 -       | 1999 UM37              | 16 d'octubre, 1999   | Kitt Peak            | Spacewatch                       |
| 118441 -       | 1999 UP39              | 31 d'octubre, 1999   | Kitt Peak            | Spacewatch                       |
| 118442 -       | 1999 UM54              | 19 d'octubre, 1999   | Kitt Peak            | Spacewatch                       |
| 118443 -       | 1999 UZ62              | 28 d'octubre, 1999   | Catalina             | CSS                              |
| 118444 -       | 1999 VK20              | 11 de novembre, 1999 | Fountain Hills       | C. W. Juels                      |
| 118445 -       | 1999 VH29              | 3 de novembre, 1999  | Socorro              | LINEAR                           |
| 118446 -       | 1999 VK69              | 4 de novembre, 1999  | Socorro              | LINEAR                           |
| 118447 -       | 1999 VM81              | 5 de novembre, 1999  | Socorro              | LINEAR                           |
| 118448 -       | 1999 VH93              | 9 de novembre, 1999  | Socorro              | LINEAR                           |
| 118449 -       | 1999 VY94              | 9 de novembre, 1999  | Socorro              | LINEAR                           |
| 118450 -       | 1999 VV116             | 5 de novembre, 1999  | Kitt Peak            | Spacewatch                       |
| 118451 -       | 1999 VX124             | 9 de novembre, 1999  | Socorro              | LINEAR                           |
| 118452 -       | 1999 VH127             | 9 de novembre, 1999  | Kitt Peak            | Spacewatch                       |
| 118453 -       | 1999 VP159             | 14 de novembre, 1999 | Socorro              | LINEAR                           |
| 118454 -       | 1999 VU159             | 14 de novembre, 1999 | Socorro              | LINEAR                           |
| 118455 -       | 1999 VP191             | 12 de novembre, 1999 | Socorro              | LINEAR                           |
| 118456 -       | 1999 VO205             | 10 de novembre, 1999 | Anderson Mesa        | LONEOS                           |
| 118457 -       | 1999 WP6               | 28 de novembre, 1999 | Višnjan Observatory  | K. Korlević                      |
| 118458 -       | 1999 WY11              | 28 de novembre, 1999 | Kitt Peak            | Spacewatch                       |
| 118459 -       | 1999 XB6               | 4 de desembre, 1999  | Catalina             | CSS                              |
| 118460 -       | 1999 XM6               | 4 de desembre, 1999  | Catalina             | CSS                              |
| 118461 -       | 1999 XJ10              | 5 de desembre, 1999  | Catalina             | CSS                              |
| 118462 -       | 1999 XQ24              | 6 de desembre, 1999  | Socorro              | LINEAR                           |
| 118463 -       | 1999 XZ48              | 7 de desembre, 1999  | Socorro              | LINEAR                           |
| 118464 -       | 1999 XE61              | 7 de desembre, 1999  | Socorro              | LINEAR                           |
| 118465 -       | 1999 XR70              | 7 de desembre, 1999  | Socorro              | LINEAR                           |
| 118466 -       | 1999 XK110             | 4 de desembre, 1999  | Catalina             | CSS                              |
| 118467 -       | 1999 XO123             | 7 de desembre, 1999  | Catalina             | CSS                              |
| 118468 -       | 1999 XT216             | 13 de desembre, 1999 | Kitt Peak            | Spacewatch                       |
| 118469 -       | 1999 XW226             | 15 de desembre, 1999 | Kitt Peak            | Spacewatch                       |
| 118470 -       | 2000 AG4               | 3 de gener, 2000     | Socorro              | LINEAR                           |
| 118471 -       | 2000 AF15              | 3 de gener, 2000     | Socorro              | LINEAR                           |
| 118472 -       | 2000 AJ31              | 3 de gener, 2000     | Socorro              | LINEAR                           |
| 118473 -       | 2000 AO34              | 3 de gener, 2000     | Socorro              | LINEAR                           |
| 118474 -       | 2000 AH41              | 3 de gener, 2000     | Socorro              | LINEAR                           |
| 118475 -       | 2000 AJ127             | 5 de gener, 2000     | Socorro              | LINEAR                           |
| 118476 -       | 2000 AF163             | 5 de gener, 2000     | Socorro              | LINEAR                           |
| 118477 -       | 2000 AQ168             | 12 de gener, 2000    | Prescott             | P. G. Comba                      |
| 118478 -       | 2000 AD211             | 5 de gener, 2000     | Kitt Peak            | Spacewatch                       |
| 118479 -       | 2000 AM238             | 6 de gener, 2000     | Socorro              | LINEAR                           |
| 118480 -       | 2000 BG10              | 26 de gener, 2000    | Kitt Peak            | Spacewatch                       |
| 118481 -       | 2000 BK32              | 28 de gener, 2000    | Kitt Peak            | Spacewatch                       |
| 118482 -       | 2000 BT51              | 30 de gener, 2000    | Catalina             | CSS                              |
| 118483 -       | 2000 CJ16              | 2 de febrer, 2000    | Socorro              | LINEAR                           |
| 118484 -       | 2000 CK20              | 2 de febrer, 2000    | Socorro              | LINEAR                           |
| 118485 -       | 2000 CP27              | 2 de febrer, 2000    | Socorro              | LINEAR                           |
| 118486 -       | 2000 CN30              | 2 de febrer, 2000    | Socorro              | LINEAR                           |
| 118487 -       | 2000 CK31              | 2 de febrer, 2000    | Socorro              | LINEAR                           |
| 118488 -       | 2000 CP37              | 3 de febrer, 2000    | Socorro              | LINEAR                           |
| 118489 -       | 2000 CR40              | 1 de febrer, 2000    | Catalina             | CSS                              |
| 118490 -       | 2000 CN54              | 2 de febrer, 2000    | Socorro              | LINEAR                           |
| 118491 -       | 2000 CC88              | 4 de febrer, 2000    | Socorro              | LINEAR                           |
| 118492 -       | 2000 CK98              | 7 de febrer, 2000    | Kitt Peak            | Spacewatch                       |
| 118493 -       | 2000 DH3               | 27 de febrer, 2000   | Višnjan Observatory  | K. Korlević, M. Jurić            |
| 118494 -       | 2000 DP8               | 29 de febrer, 2000   | Socorro              | LINEAR                           |
| 118495 -       | 2000 DV9               | 26 de febrer, 2000   | Kitt Peak            | Spacewatch                       |
| 118496 -       | 2000 DA34              | 29 de febrer, 2000   | Socorro              | LINEAR                           |
| 118497 -       | 2000 DB34              | 29 de febrer, 2000   | Socorro              | LINEAR                           |
| 118498 -       | 2000 DD42              | 29 de febrer, 2000   | Socorro              | LINEAR                           |
| 118499 -       | 2000 DM59              | 29 de febrer, 2000   | Socorro              | LINEAR                           |
| 118500 -       | 2000 DH64              | 29 de febrer, 2000   | Socorro              | LINEAR                           |